# Syllabub
A syllabub egy édes fogás, mely a cornwalli konyha részét képezi, s mely  tejszínt vagy tejet jelent, amit valamilyen savas dologgal, pl. borral vagy ciderrel (~almabor) alvasztanak meg. Elsősorban a XVI. és a XIX. század között volt népszerű. 
A korai receptek tulajdonképpen egy cider receptet jelentenek tejjel. A XVII. századra azonban ez egy desszert típussá fejlődött, melyet édes fehérborral készítettek. További bor hozzáadásával puncsszerűvé válik, ám sűrűbb állagúra is készíthető, melyet kanállal lehet enni, trifle feltétjeként is fogyasztható, sőt, piskótát is lehet bele mártogatni. Az ünnepi puncs, mely édes volt és habos, gyakran a "hölgyek italaként" volt azonosítva. Az akkoriban használt tej és tejszín sűrűbb lehetett, így előfordulhat, hogy a modern recepteket módosítani kell ugyanazon sűrűség elérése érdekében.

## Fordítás
Ez a szócikk részben vagy egészben  a   Syllabub című angol Wikipédia-szócikk fordításán alapul.  Az eredeti cikk szerkesztőit annak laptörténete sorolja fel. Ez a jelzés csupán a megfogalmazás eredetét és a szerzői jogokat jelzi, nem szolgál a cikkben szereplő információk forrásmegjelöléseként.